# Эльсдорф (Рейнланд)
Эльсдорф (нем. Elsdorf) — город в Германии, в земле Северный Рейн-Вестфалия.
Подчиняется административному округу Кёльн. Входит в состав района Рейн-Эрфт.  Население составляет 21 193 человек (на 31 декабря 2010 года). Занимает площадь 66,00 км². Официальный код  —  05 3 62 016.
Город подразделяется на 14 сельских округов.